# Edwards Theater

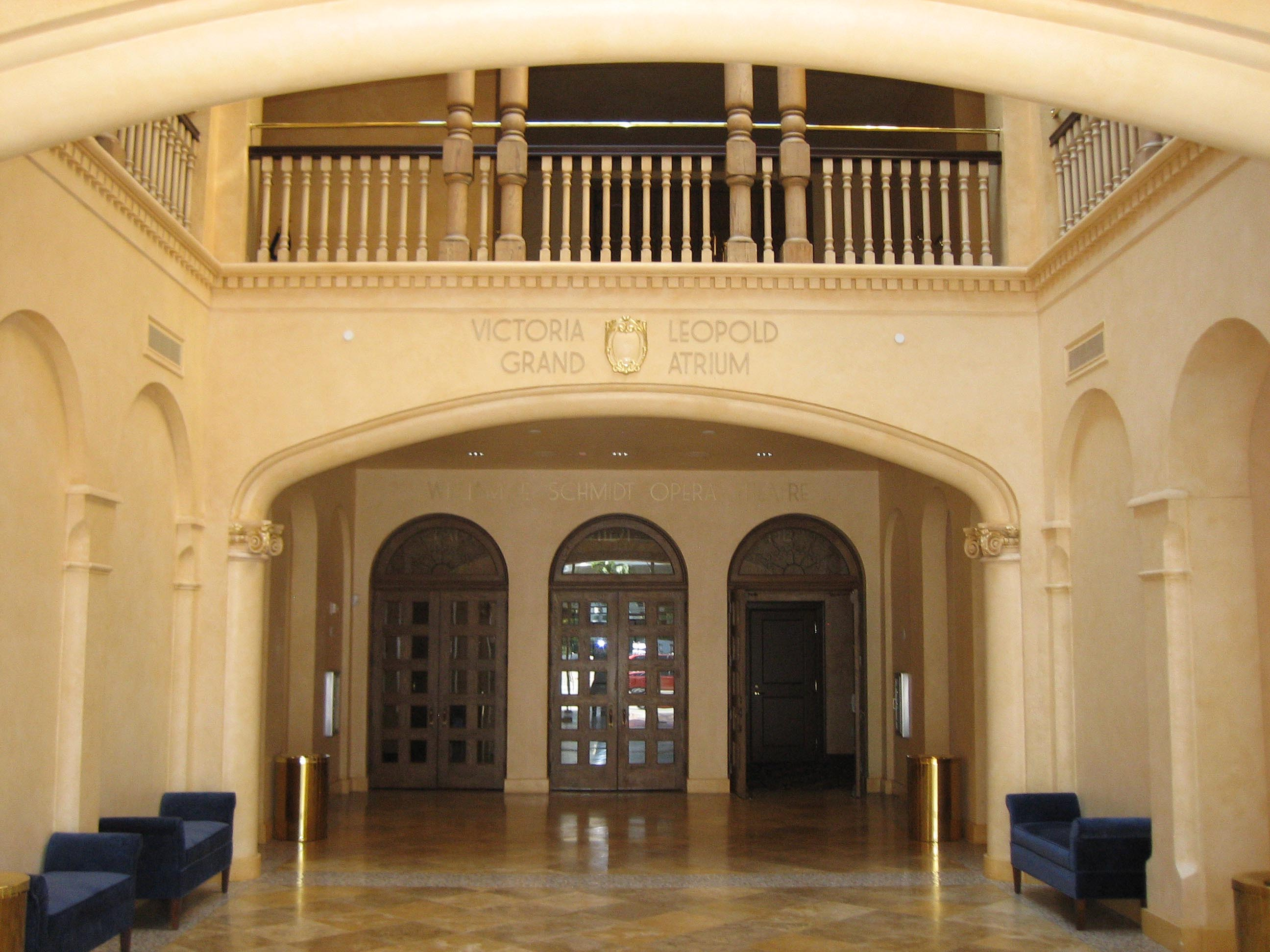
Teatro Edwards

El Edwards Theater es un teatro histórico en la ciudad de Sarasota, Florida sede de la compañía de ópera de Sarasota.
Inaugurado en 1926 por A. B. Edwards, con capacidad para 1.200 espectadores. Durante los años 20, fue punto de atracción de vodevil y cine con órgano a pedal. Allí se estrenó la película The Greatest Show on Earth (filmada en Sarasota) de Cecil B. De Mille con Charlton Heston y Dorothy Lamour. En 1936 se llamó Florida Theater, y se clausuró en 1973.
En 1979 fue comprado por la asociación de la Sarasota Opera, integrándose al registro de edificios históricos nacionales en 1984. Se hicieron obras de restauración y ampliación a un costo de 20 millones de dólares. Se representan cuatro óperas anualmente entre febrero y abril. 
- Datos: Q5820035
- Multimedia: Sarasota Opera House / Q5820035